# Velká cena San Marina silničních motocyklů 2008
Velká cena San Marina silničních motocyklů 2008 se uskutečnila od 29.–31. srpna 2008 na okruhu Misano Circuit.

## MotoGP
Už na 50 bodů zvýšil Valentino Rossi svůj náskok na Caseyho Stonera, který v Brně zaváhal a závod nedokončil. Daniel Pedrosa označil poslední závod jako „nejhorší závod své kariéry”. Obhájcem loňského vítězství byl Casey Stoner.
Po Velké ceně České republiky se uskutečnily na Masarykově okruhu dvoudenní testy. Oba dva dny jel nejrychleji Casey Stoner na Ducati. Čas nejrychlejšího činil 1:55.855. Týmy se zaměřily hlavně na testování pneumatik. U Kawasaki vyzkoušeli nové komponenty a Honda motor s pneumatickými ventily.
Marco Melandri, který se letos u Ducati trápí, osedlá v příští sezóně stroj Kawasaki. Melandri měl původně u Ducati jezdit minimálně dva roky, ale obě strany se dohodly na předčasném ukončení smlouvy na konci sezóny. Ital tak nahradí u japonské továrny Australana Westa. Naopak pro Ducati by příští rok mohl startovat Nicky Hayden.
Přestože Američan Hayden nastoupil do všech tréninků, kvalifikace a warm-upu, rozhodl se v závodě nestartovat.

### Kvalifikace
| *                                               | *                                                | *                                                 |
| _______1_______ Casey Stoner Ducati 1:33.378    |                                                  |                                                   |
|                                                 | _______2_______ Valentino Rossi Yamaha 1:33.888  |                                                   |
|                                                 |                                                  | _______3_______ Jorge Lorenzo Yamaha 1:33.964     |
| _______4_______ Randy de Puniet Honda 1:34.236  |                                                  |                                                   |
|                                                 | _______5_______ Toni Elias Ducati 1:34.322       |                                                   |
|                                                 |                                                  | _______6_______ Daniel Pedrosa Honda 1:34.398     |
| _______7_______ Chris Vermeulen Suzuki 1:34.461 |                                                  |                                                   |
|                                                 | _______8_______ Shinya Nakano Honda 1:34.494     |                                                   |
|                                                 |                                                  | _______9_______ James Toseland Yamaha 1:34.652    |
| _______10_______ Colin Edwards Yamaha 1:34.795  |                                                  |                                                   |
|                                                 | _______11_______ Loris Capirossi Suzuki 1:34.926 |                                                   |
|                                                 |                                                  | _______12_______ Sylvain Guintoli Ducati 1:34.961 |
| _______13_______ Alex de Angelis Honda 1:35.153 |                                                  |                                                   |
|                                                 | _______14_______ Andrea Dovizioso Honda 1:35.381 |                                                   |
|                                                 |                                                  | _______15_______ Marco Melandri Ducati 1:35.418   |
| _______16_______ Nicky Hayden Honda 1:35.584    |                                                  |                                                   |
|                                                 | _______17_______ John Hopkins Kawasaki 1:35.980  |                                                   |
|                                                 |                                                  | _______18_______ Anthony West Kawasaki 1:37.047   |
| ----------------------------------------------- | ------------------------------------------------ | ------------------------------------------------- |

### Závod
| Pozice | #  | Jezdec           | Stroj    | Kola | Čas       | Rošt | Body |
| ------ | -- | ---------------- | -------- | ---- | --------- | ---- | ---- |
| 1      | 46 | Valentino Rossi  | Yamaha   | 28   | 44:41.884 | 2    | 25   |
| 2      | 48 | Jorge Lorenzo    | Yamaha   | 28   | +3.163    | 3    | 20   |
| 3      | 24 | Toni Elias       | Ducati   | 28   | +11.705   | 5    | 16   |
| 4      | 2  | Daniel Pedrosa   | Honda    | 28   | +17.470   | 6    | 13   |
| 5      | 7  | Chris Vermeulen  | Suzuki   | 28   | +23.409   | 7    | 11   |
| 6      | 52 | James Toseland   | Yamaha   | 28   | +26.208   | 9    | 10   |
| 7      | 65 | Loris Capirossi  | Suzuki   | 28   | +26.824   | 11   | 9    |
| 8      | 4  | Andrea Dovizioso | Honda    | 28   | +27.591   | 14   | 8    |
| 9      | 33 | Marco Melandri   | Ducati   | 28   | +33.169   | 15   | 7    |
| 10     | 5  | Colin Edwards    | Yamaha   | 28   | +36.529   | 10   | 6    |
| 11     | 50 | Sylvain Guintoli | Ducati   | 28   | +42.081   | 12   | 5    |
| 12     | 56 | Shinya Nakano    | Honda    | 28   | +43.808   | 8    | 4    |
| 13     | 13 | Anthony West     | Kawasaki | 28   | +54.874   | 18   | 3    |
| 14     | 21 | John Hopkins     | Kawasaki | 28   | +55.154   | 17   | 2    |
| Ret    | 1  | Casey Stoner     | Ducati   | 7    | Nehoda    | 1    |      |
| Ret    | 15 | Alex de Angelis  | Honda    | 1    | Nehoda    | 13   |      |
| Ret    | 14 | Randy de Puniet  | Honda    | 0    | Nehoda    | 4    |      |
| DNS    | 69 | Nicky Hayden     | Honda    |      |           |      |      |

### Průběžná klasifikace jezdců a týmů
| Pos | #  | Jezdec           | Stroj  | Body |
| --- | -- | ---------------- | ------ | ---- |
| 1   | 46 | Valentino Rossi  | Yamaha | 262  |
| 2   | 1  | Casey Stoner     | Ducati | 187  |
| 3   | 2  | Daniel Pedrosa   | Honda  | 185  |
| 4   | 48 | Jorge Lorenzo    | Yamaha | 140  |
| 5   | 4  | Andrea Dovizioso | Honda  | 118  |
| 6   | 7  | Chris Vermeulen  | Suzuki | 110  |
| 7   | 5  | Colin Edwards    | Yamaha | 108  |
| 8   | 56 | Shinya Nakano    | Honda  | 87   |
| 9   | 65 | Loris Capirossi  | Suzuki | 86   |
| 10  | 52 | James Toseland   | Yamaha | 85   |

| Pos | Tým                     | Továrna  | Body |
| --- | ----------------------- | -------- | ---- |
| 1   | Fiat Yamaha Team        | Yamaha   | 402  |
| 2   | Repsol Honda Team       | Honda    | 271  |
| 3   | Ducati Marlboro Team    | Ducati   | 235  |
| 4   | Rizla Suzuki MotoGP     | Suzuki   | 206  |
| 5   | Tech 3 Yamaha           | Yamaha   | 193  |
| 6   | San Carlo Honda Gresini | Honda    | 136  |
| 7   | Alice Team              | Ducati   | 129  |
| 8   | JiR Team Scot MotoGP    | Honda    | 113  |
| 9   | Kawasaki Racing Team    | Kawasaki | 80   |
| 10  | LCR Honda MotoGP        | Honda    | 40   |

| Pos | Továrna  | Body |
| --- | -------- | ---- |
| 1   | Yamaha   | 285  |
| 2   | Ducati   | 228  |
| 3   | Honda    | 223  |
| 4   | Suzuki   | 139  |
| 5   | Kawasaki | 66   |

## 250cc

### Kvalifikace
| *                                                  | *                                                  | *                                                   | *                                                  |
| _______1_______ Hector Barbera Aprilia 1:38.047    |                                                    |                                                     |                                                    |
|                                                    | _______2_______ Marco Simoncelli Gilera 1:38.124   |                                                     |                                                    |
|                                                    |                                                    | _______3_______ Aleix Espargaro Aprilia 1:38.813    |                                                    |
|                                                    |                                                    |                                                     | _______4_______ Yuki Takahashi Honda 1:38.822      |
| _______5_______ Hiroshi Aoyama KTM 1:38.869        |                                                    |                                                     |                                                    |
|                                                    | _______6_______ Thomas Lüthi Aprilia 1:38.961      |                                                     |                                                    |
|                                                    |                                                    | _______7_______ Julian Simon KTM 1:39.009           |                                                    |
|                                                    |                                                    |                                                     | _______8_______ Hector Faubel Aprilia 1:39.058     |
| _______9_______ Mattia Pasini Aprilia 1:39.130     |                                                    |                                                     |                                                    |
|                                                    | _______10_______ Mika Kallio KTM 1:39.165          |                                                     |                                                    |
|                                                    |                                                    | _______11_______ Alvaro Bautista Aprilia 1:39.217   |                                                    |
|                                                    |                                                    |                                                     | _______12_______ Alex Debon Aprilia 1:39.402       |
| _______13_______ Lukáš Pešek Aprilia 1:39.749      |                                                    |                                                     |                                                    |
|                                                    | _______14_______ Roberto Locatelli Gilera 1:39.828 |                                                     |                                                    |
|                                                    |                                                    | _______15_______ Ratthapark Wilairot Honda 1:39.875 |                                                    |
|                                                    |                                                    |                                                     | _______16_______ Fabrizio Lai Gilera 1:39.963      |
| _______17_______ Eugene Laverty Aprilia 1:40.317   |                                                    |                                                     |                                                    |
|                                                    | _______18_______ Karel Abraham Aprilia 1:40.360    |                                                     |                                                    |
|                                                    |                                                    | _______19_______ Alex Baldolini Aprilia 1:40.732    |                                                    |
|                                                    |                                                    |                                                     | _______20_______ Federico Sandi Aprilia 1:41.205   |
| _______21_______ Manuel Hernandez Aprilia 1:41.513 |                                                    |                                                     |                                                    |
|                                                    | _______22_______ Tony Wirsing Honda 1:42.620       |                                                     |                                                    |
|                                                    |                                                    | _______23_______ Simone Grotzkyj Gilera 1:42.756    |                                                    |
|                                                    |                                                    |                                                     | _______24_______ Doni Tata Pradita Yamaha 1:42.992 |
| _______25_______ Imre Toth Aprilia 1:43.841        |                                                    |                                                     |                                                    |
| -------------------------------------------------- | -------------------------------------------------- | --------------------------------------------------- | -------------------------------------------------- |

### Závod
| Pozice | #  | Jezdec              | Stroj   | Kola | Čas       | Rošt | Body |
| ------ | -- | ------------------- | ------- | ---- | --------- | ---- | ---- |
| 1      | 19 | Alvaro Bautista     | Aprilia | 26   | 43:15.831 | 11   | 25   |
| 2      | 72 | Yuki Takahashi      | Honda   | 26   | +2.088    | 4    | 20   |
| 3      | 21 | Hector Barbera      | Aprilia | 26   | +3.752    | 1    | 16   |
| 4      | 15 | Roberto Locatelli   | Gilera  | 26   | +7.427    | 14   | 13   |
| 5      | 60 | Julian Simon        | KTM     | 26   | +10.862   | 7    | 11   |
| 6      | 58 | Marco Simoncelli    | Gilera  | 26   | +21.180   | 2    | 10   |
| 7      | 12 | Thomas Lüthi        | Aprilia | 26   | +29.440   | 6    | 9    |
| 8      | 14 | Ratthapark Wilairot | Honda   | 26   | +33.882   | 15   | 8    |
| 9      | 52 | Lukáš Pešek         | Aprilia | 26   | +35.051   | 13   | 7    |
| 10     | 17 | Karel Abraham       | Aprilia | 26   | +45.405   | 18   | 6    |
| 11     | 32 | Fabrizio Lai        | Gilera  | 26   | +47.260   | 16   | 5    |
| 12     | 90 | Federico Sandi      | Aprilia | 26   | +1:10.664 | 20   | 4    |
| 13     | 43 | Manuel Hernandez    | Aprilia | 26   | +1:10.882 | 21   | 3    |
| 14     | 94 | Tony Wirsing        | Honda   | 26   | +1:33.332 | 22   | 2    |
| 15     | 35 | Simone Grotzkyj     | Gilera  | 25   | +1 kolo   | 23   | 1    |
| 16     | 45 | Doni Tata Pradita   | Yamaha  | 25   | +1 kolo   | 24   |      |
| Ret    | 41 | Aleix Espargaro     | Aprilia | 19   | Porucha   | 3    |      |
| Ret    | 50 | Eugene Laverty      | Aprilia | 14   | Nehoda    | 17   |      |
| Ret    | 10 | Imre Toth           | Aprilia | 12   | Porucha   | 25   |      |
| Ret    | 75 | Mattia Pasini       | Aprilia | 11   | Nehoda    | 9    |      |
| Ret    | 4  | Hiroshi Aoyama      | Honda   | 3    | Kolize    | 5    |      |
| Ret    | 36 | Mika Kallio         | KTM     | 3    | Kolize    | 10   |      |
| Ret    | 55 | Hector Faubel       | Aprilia | 2    | Kolize    | 8    |      |
| Ret    | 6  | Alex Debon          | Aprilia | 2    | Kolize    | 12   |      |
| Ret    | 25 | Alex Baldolini      | Aprilia | 1    | Nehoda    | 19   |      |

### Průběžná klasifikace jezdců a týmů
| Pos | #  | Jezdec           | Stroj   | Body |
| --- | -- | ---------------- | ------- | ---- |
| 1   | 58 | Marco Simoncelli | Gilera  | 190  |
| 2   | 36 | Mika Kallio      | KTM     | 164  |
| 3   | 19 | Alvaro Bautista  | Aprilia | 163  |
| 4   | 21 | Hector Barbera   | Aprilia | 142  |
| 5   | 6  | Alex Debon       | Aprilia | 139  |
| 6   | 75 | Mattia Pasini    | Aprilia | 117  |
| 7   | 72 | Yuki Takahashi   | Honda   | 115  |
| 8   | 4  | Hiroshi Aoyama   | KTM     | 101  |
| 9   | 12 | Thomas Lüthi     | Aprilia | 95   |
| 10  | 60 | Julian Simon     | KTM     | 83   |

| Pos | Továrna | Body |
| --- | ------- | ---- |
| 1   | Aprilia | 262  |
| 2   | Gilera  | 209  |
| 3   | KTM     | 185  |
| 4   | Honda   | 122  |
| 5   | Yamaha  | 1    |

## 125cc

### Kvalifikace
| *                                                  | *                                                  | *                                                   | *                                                |
| _______1_______ Gábor Talmácsi Aprilia 1:43.729    |                                                    |                                                     |                                                  |
|                                                    | _______2_______ Bradley Smith Aprilia 1:43.920     |                                                     |                                                  |
|                                                    |                                                    | _______3_______ Pol Espargaro Derbi 1:44.334        |                                                  |
|                                                    |                                                    |                                                     | _______4_______ Scott Redding Aprilia 1:44.339   |
| _______5_______ Simone Corsi Aprilia 1:44.450      |                                                    |                                                     |                                                  |
|                                                    | _______6_______ Mike Di Meglio Derbi 1:44.543      |                                                     |                                                  |
|                                                    |                                                    | _______7_______ Sandro Cortese Aprilia 1:44.555     |                                                  |
|                                                    |                                                    |                                                     | _______8_______ Marc Marquez KTM 1:44.668        |
| _______9_______ Nicolas Terol Aprilia 1:44.706     |                                                    |                                                     |                                                  |
|                                                    | _______10_______ Joan Olive Derbi 1:44.821         |                                                     |                                                  |
|                                                    |                                                    | _______11_______ Stefan Bradl Aprilia 1:44.840      |                                                  |
|                                                    |                                                    |                                                     | _______12_______ Sergio Gadea Aprilia 1:45.033   |
| _______13_______ Andrea Iannone Aprilia 1:45.082   |                                                    |                                                     |                                                  |
|                                                    | _______14_______ Dominique Aegerter Derbi 1:45.119 |                                                     |                                                  |
|                                                    |                                                    | _______15_______ Raffaele de Rosa KTM 1:45.324      |                                                  |
|                                                    |                                                    |                                                     | _______16_______ Riccardo Moretti Honda 1:45.370 |
| _______17_______ Stevie Bonsey Aprilia 1:45.394    |                                                    |                                                     |                                                  |
|                                                    | _______18_______ Efren Vazquez Aprilia 1:45.418    |                                                     |                                                  |
|                                                    |                                                    | _______19_______ Esteve Rabat KTM 1:45.539          |                                                  |
|                                                    |                                                    |                                                     | _______20_______ Danny Webb Aprilia 1:45.566     |
| _______21_______ Michael Ranseder Aprilia 1:45.607 |                                                    |                                                     |                                                  |
|                                                    | _______22_______ Tomoyoshi Koyama KTM 1:45.641     |                                                     |                                                  |
|                                                    |                                                    | _______23_______ Lorenzo Savadori Aprilia 1:46.017  |                                                  |
|                                                    |                                                    |                                                     | _______24_______ Jules Cluzel Loncin 1:46.099    |
| _______25_______ Takaaki Nakagami Aprilia 1:46.136 |                                                    |                                                     |                                                  |
|                                                    | _______26_______ Lorenzo Zanetti KTM 1:46.278      |                                                     |                                                  |
|                                                    |                                                    | _______27_______ Robin Lasser Aprilia 1:46.310      |                                                  |
|                                                    |                                                    |                                                     | _______28_______ Jonas Folger KTM 1:46.341       |
| _______29_______ Alexis Masbou Loncin 1:46.410     |                                                    |                                                     |                                                  |
|                                                    | _______30_______ Gennaro Sabatino Aprilia 1:46.500 |                                                     |                                                  |
|                                                    |                                                    | _______31_______ Gabriele Ferro Honda 1:46.559      |                                                  |
|                                                    |                                                    |                                                     | _______32_______ Marco Ravaioli Aprilia 1:46.670 |
| _______33_______ Louis Rossi Honda 1:46.781        |                                                    |                                                     |                                                  |
|                                                    | _______34_______ Pablo Nieto KTM 1:46.801          |                                                     |                                                  |
|                                                    |                                                    | _______35_______ Adrian Martin Aprilia 1:47.023     |                                                  |
|                                                    |                                                    |                                                     | _______36_______ Luca Vitali Aprilia 1:47.078    |
| _______37_______ Randy Krummenacher KTM 1:47.100   |                                                    |                                                     |                                                  |
|                                                    | _______38_______ Bastien Chesaux Aprilia 1:47.863  |                                                     |                                                  |
|                                                    |                                                    | _______39_______ Hugo van den Berg Aprilia 1:47.891 |                                                  |
| -------------------------------------------------- | -------------------------------------------------- | --------------------------------------------------- | ------------------------------------------------ |

### Závod
| Pozice | #  | Jezdec             | Stroj   | Kola | Čas       | Rošt | Body |
| ------ | -- | ------------------ | ------- | ---- | --------- | ---- | ---- |
| 1      | 1  | Gábor Talmácsi     | Aprilia | 23   | 40:03.679 | 1    | 25   |
| 2      | 38 | Bradley Smith      | Aprilia | 23   | +5.402    | 2    | 20   |
| 3      | 24 | Simone Corsi       | Aprilia | 23   | +14.388   | 5    | 16   |
| 4      | 93 | Marc Marquez       | KTM     | 23   | +17.058   | 8    | 13   |
| 5      | 18 | Nicolas Terol      | Aprilia | 23   | +17.321   | 9    | 11   |
| 6      | 29 | Andrea Iannone     | Aprilia | 23   | +17.482   | 13   | 10   |
| 7      | 11 | Sandro Cortese     | Aprilia | 23   | +17.485   | 7    | 9    |
| 8      | 77 | Dominique Aegerter | Derbi   | 23   | +18.657   | 14   | 8    |
| 9      | 12 | Esteve Rabat       | KTM     | 23   | +19.148   | 19   | 7    |
| 10     | 33 | Sergio Gadea       | Aprilia | 23   | +34.650   | 12   | 6    |
| 11     | 7  | Efren Vazquez      | Aprilia | 23   | +34.855   | 18   | 5    |
| 12     | 6  | Joan Olive         | Derbi   | 23   | +39.394   | 10   | 4    |
| 13     | 60 | Michael Ranseder   | Aprilia | 23   | +47.304   | 21   | 3    |
| 14     | 99 | Danny Webb         | Aprilia | 23   | +53.241   | 20   | 2    |
| 15     | 94 | Jonas Folger       | KTM     | 23   | +53.349   | 28   | 1    |
| 16     | 16 | Jules Cluzel       | Loncin  | 23   | +1:01.903 | 24   |      |
| 17     | 72 | Marco Ravaioli     | Aprilia | 23   | +1:04.165 | 32   |      |
| 18     | 71 | Tomoyoshi Koyama   | KTM     | 23   | +1:06.235 | 22   |      |
| 19     | 73 | Takaaki Nakagami   | Aprilia | 23   | +1:06.260 | 25   |      |
| 20     | 21 | Robin Lasser       | Aprilia | 23   | +1:07.200 | 27   |      |
| 21     | 43 | Gabriele Ferro     | Honda   | 23   | +1:21.814 | 31   |      |
| 22     | 48 | Bastien Chesaux    | Aprilia | 23   | +1:22.521 | 38   |      |
| 23     | 69 | Louis Rossi        | Honda   | 23   | +1:35.247 | 33   |      |
| 24     | 56 | Hugo van den Berg  | Aprilia | 23   | +1:39.723 | 39   |      |
| 25     | 42 | Luca Vitali        | Aprilia | 22   | +1 kolo   | 36   |      |
| 26     | 34 | Randy Krummenacher | KTM     | 21   | +2 kola   | 37   |      |
| Ret    | 63 | MIke Di Meglio     | Derbi   | 14   | Nehoda    | 6    |      |
| Ret    | 17 | Stefan Bradl       | Aprilia | 14   | Porucha   | 11   |      |
| Ret    | 8  | Lorenzo Zanetti    | KTM     | 14   | Porucha   | 26   |      |
| Ret    | 44 | Pol Espargaro      | Derbi   | 12   | Porucha   | 3    |      |
| Ret    | 40 | Lorenzo Savadori   | Aprilia | 12   | Porucha   | 23   |      |
| Ret    | 35 | Raffaele de Rosa   | KTM     | 10   | Porucha   | 15   |      |
| Ret    | 5  | Alexis Masbou      | Loncin  | 6    | Porucha   | 29   |      |
| Ret    | 49 | Gennaro Sabatino   | Aprilia | 6    | Porucha   | 30   |      |
| Ret    | 22 | Pablo Nieto        | KTM     | 4    | Porucha   | 34   |      |
| Ret    | 51 | Stevie Bonsey      | Aprilia | 3    | Porucha   | 17   |      |
| Ret    | 45 | Scott Redding      | Aprilia | 1    | Nehoda    | 4    |      |
| Ret    | 26 | Adrian Martin      | Aprilia | 0    | Kolize    | 35   |      |
| Ret    | 47 | Riccardo Moretti   | Honda   | 0    | Kolize    | 16   |      |

### Průběžná klasifikace jezdců a týmů
| Pos | #  | Jezdec         | Stroj   | Body |
| --- | -- | -------------- | ------- | ---- |
| 1   | 63 | Mike Di Meglio | Derbi   | 186  |
| 2   | 24 | Simone Corsi   | Aprilia | 158  |
| 3   | 1  | Gábor Talmácsi | Aprilia | 147  |
| 4   | 17 | Stefan Bradl   | Aprilia | 126  |
| 5   | 6  | Joan Olive     | Derbi   | 114  |
| 6   | 18 | Nicolas Terol  | Aprilia | 113  |
| 7   | 38 | Bradley Smith  | Aprilia | 109  |
| 8   | 11 | Sandro Cortese | Aprilia | 86   |
| 9   | 44 | Pol Espargaro  | Derbi   | 83   |
| 10  | 29 | Andrea Iannone | Aprilia | 77   |

| Pos | Továrna | Body |
| --- | ------- | ---- |
| 1   | Aprilia | 281  |
| 2   | Derbi   | 227  |
| 3   | KTM     | 85   |
| 4   | Honda   | 3    |
| 5   | Loncin  | 1    |

| Předchozí Velká cena: Velká cena České republiky 2008 | Mistrovství světa silničních motocyklů 2008 | Následující Velká cena: Velká cena Indianapolis 2008 |
| Předchozí ročník: Velká cena San Marina 2007          | Velká cena San Marina                       | Následující ročník: Velká cena San Marina 2009       |